# Daniel Adejo
Daniel Adejo (Kaduna, 7 agosto 1989) è un calciatore nigeriano con passaporto italiano, difensore della Reggina.

## Caratteristiche tecniche
Nasce come laterale d'attacco, ma viene progressivamente arretrato, prima come esterno destro di centrocampo poi come difensore centrale e, occasionalmente, terzino destro. Dotato di notevole corsa, concentrazione e tenacia, è possente fisicamente, abile nel colpo di testa e preciso nelle rimesse laterali.

## Carriera

### Club
Gioca la sua prima stagione da titolare nel 2006-2007 in Serie D, girone D, presso la squadra padovana dell'Este. Durante questa stagione viene selezionato nella Rappresentativa della L.N.D. e partecipa al Torneo Nazionale Giovanile di Viareggio.
Nel 2007 viene notato e seguito dal Milan ma, dopo aver svolto le visite mediche, riceve una proposta dalla Reggina, società per la quale, a seguito di diversi colloqui, decide di firmare, venendo immediatamente aggregato alla squadra Primavera, con la quale disputa per due stagioni il campionato di categoria. Si mette particolarmente in mostra nell'edizione 2008 del Torneo di Viareggio, nella quale segna anche un gol contro l'Olympiakos, e soprattutto nell'nell'edizione 2009. Esordisce in Serie A il 1º marzo 2009 in Reggina-Fiorentina (1-1), sostituendo all'83' Alessio Sestu, e il 22 marzo gioca la sua prima partita da titolare allo Stadio Giuseppe Meazza di Milano, in Inter-Reggina (3-0). Termina la sua prima stagione tra i professionisti con otto presenze in Serie A.
Nella stagione 2009-2010 gioca con grande continuità, disputando 26 partite in Serie B, e la stagione successiva si conferma come uno dei titolari inamovibili della squadra di Gianluca Atzori; scende in campo 36 volte, e gioca anche due partite nei play-off, che però segnano la sconfitta in semifinale della Reggina contro il Novara. Resta a Reggio Calabria anche per la stagione 2011-2012, confermato dall'allenatore Roberto Breda. Riconfermato per la stagione 2012-2013 sigla la sua prima rete in carriera il 22 settembre 2012 chiudendo i conti della gara Padova-Reggina terminata 3-2. Nella gara interna tra Reggina e Ternana 1-1 del 16 novembre 2012 timbra la centesima presenza in campionato con la maglia amaranto.
Nella stagione 2014-2015, dopo aver rescisso con la squadra calabrese, si lega con un contratto biennale al Kalloni, squadra militante nella massima serie greca, che durante il girone di andata dello stesso anno si guadagna un posto tra le prime in classifica. Dopo aver lasciato il club greco nel gennaio del 2016, nel successivo mese di febbraio va all'Aberdeen, e dopo non aver trovato l'accordo con il team scozzese, il 25 dello stesso mese viene ingaggiato, fino al 30 giugno, dal Vicenza.. Dopo aver giocato le ultime 12 partite da titolare conquista la salvezza con la squadra. Il 1º luglio rinnova con la società vicentina fino al 30 giugno 2018. Il 26 maggio 2017 trova l'accordo con la dirigenza biancorossa per la risoluzione del contratto.
Il 21 luglio 2017 firma un triennale con la Salernitana. Un mese e 9 giorni dopo rescinde il contratto con il club granata.
Il 30 gennaio 2018 firma con il Kerkyra, squadra della massima serie greca, un contratto fino al termine della stagione.
Nel giugno dello stesso anno, si accasa al Lamia, sempre nella Souper Ligka, con cui gioca per sei anni di fila.
Il 23 gennaio 2024 viene annunciato il suo ritorno alla Reggina, nel frattempo ribattezzata La Fenice Amaranto, in Serie D, a cui si lega dapprima fino al termine della stagione ed in seguito con un contratto biennale fino al 2026.

### Nazionale
Nel 2009 viene convocato con la Nazionale Nigeria Under-20 con cui ha disputato il Mondiale di categoria in Egitto siglando anche una rete a Tahiti in 4 presenze.

## Statistiche

### Presenze e reti nei club
Statistiche aggiornate al 12 maggio 2025.
| Stagione        | Squadra         | Campionato      | Campionato | Campionato | Coppe nazionali | Coppe nazionali | Coppe nazionali | Coppe continentali | Coppe continentali | Coppe continentali | Altre coppe | Altre coppe | Altre coppe | Totale | Totale |
| Stagione        | Squadra         | Comp            | Pres       | Reti       | Comp            | Pres            | Reti            | Comp               | Pres               | Reti               | Comp        | Pres        | Reti        | Pres   | Reti   |
| --------------- | --------------- | --------------- | ---------- | ---------- | --------------- | --------------- | --------------- | ------------------ | ------------------ | ------------------ | ----------- | ----------- | ----------- | ------ | ------ |
| 2006-2007       | Este            | D               | 25         | 2          | CI-D            | 0               | 0               | -                  | -                  | -                  | -           | -           | -           | 25     | 2      |
| 2007-2008       | Reggina         | A               | 0          | 0          | CI              | 0               | 0               | -                  | -                  | -                  | -           | -           | -           | 1      | 0      |
| 2008-2009       | Reggina         | A               | 8          | 0          | CI              | 1               | 0               | -                  | -                  | -                  | -           | -           | -           | 9      | 0      |
| 2009-2010       | Reggina         | B               | 26         | 0          | CI              | 2               | 0               | -                  | -                  | -                  | -           | -           | -           | 28     | 0      |
| 2010-2011       | Reggina         | B               | 36+2       | 0          | CI              | 1               | 0               | -                  | -                  | -                  | -           | -           | -           | 39     | 0      |
| 2011-2012       | Reggina         | B               | 18         | 0          | CI              | 2               | 0               | -                  | -                  | -                  | -           | -           | -           | 19     | 0      |
| 2012-2013       | Reggina         | B               | 39         | 2          | CI              | 2               | 0               | -                  | -                  | -                  | -           | -           | -           | 41     | 2      |
| 2013-2014       | Reggina         | B               | 32         | 1          | CI              | 3               | 0               | -                  | -                  | -                  | -           | -           | -           | 35     | 1      |
| 2014-2015       | Kalloni         | SL              | 31         | 2          | CG              | 2               | 0               | -                  | -                  | -                  | -           | -           | -           | 33     | 2      |
| 2015-2016       | Kalloni         | SL              | 11         | 1          | CG              | 1               | 0               | -                  | -                  | -                  | -           | -           | -           | 12     | 1      |
| Totale Kalloni  | Totale Kalloni  | Totale Kalloni  | 42         | 3          |                 | 3               | 0               |                    | -                  | -                  |             | -           | -           | 45     | 3      |
| feb-giu. 2016   | Vicenza         | B               | 12         | 0          | -               | -               | -               | -                  | -                  | -                  | -           | -           | -           | 12     | 0      |
| 2016-2017       | Vicenza         | B               | 36         | 0          | CI              | -               | -               | -                  | -                  | -                  | -           | -           | -           | 33     | 0      |
| Totale Vicenza  | Totale Vicenza  | Totale Vicenza  | 48         | 0          |                 | -               | -               |                    | -                  | -                  |             | -           | -           | 48     | 0      |
| gen.-giu. 2018  | Kerkyra         | SL              | 11         | 0          | CG              | -               | -               | -                  | -                  | -                  | -           | -           | -           | 11     | 0      |
| 2018-2019       | Lamia           | SL              | 30         | 3          | CG              | 6               | 0               | -                  | -                  | -                  | -           | -           | -           | 36     | 3      |
| 2019-2020       | Lamia           | SL              | 25+6       | 0+1        | CG              | 1               | 1               | -                  | -                  | -                  | -           | -           | -           | 32     | 2      |
| 2020-2021       | Lamia           | SL              | 24+7       | 1+0        | CG              | 1               | 1               | -                  | -                  | -                  | -           | -           | -           | 32     | 2      |
| 2021-2022       | Lamia           | SL              | 21+6       | 0          | CG              | 3               | 0               | -                  | -                  | -                  | -           | -           | -           | 30     | 0      |
| 2022-2023       | Lamia           | SL              | 16         | 0          | CG              | 4               | 0               | -                  | -                  | -                  | -           | -           | -           | 20     | 0      |
| Totale Lamia    | Totale Lamia    | Totale Lamia    | 116+19     | 4+1        |                 | 15              | 2               |                    | -                  | -                  |             | -           | -           | 150    | 7      |
| gen. 2023-2024  | Reggina         | D               | 14+2       | 0          | -               | -               | -               | -                  | -                  | -                  | -           | -           | -           | 16     | 0      |
| 2024-2025       | Reggina         | D               | 23+1       | 1          | CI-D            | 2               | 0               | -                  | -                  | -                  | -           | -           | -           | 26     | 1      |
| Totale Reggina  | Totale Reggina  | Totale Reggina  | 196+5      | 4          |                 | 13              | 0               |                    | -                  | -                  |             | -           | -           | 214    | 4      |
| Totale carriera | Totale carriera | Totale carriera | 447        | 14         |                 | 31              | 2               |                    | -                  | -                  |             | -           | -           | 476    | 16     |